# Puig Moltó (Sant Julià de Vilatorta)
El Puig Moltó és una muntanya de 803 metres que es troba entre els municipis de Sant Julià de Vilatorta i de Sant Sadurní d'Osormort, a la comarca d'Osona.